# Christin Johansson
Christin Johansson, senare Johansson Borg, född 26 januari 1978, är en svensk före detta långdistanslöpare. 
Johansson tävlade för IF Kville. Hennes mest framgångsrika gren var 3 000 meter hinder, men hon tävlade i distanser upp till halvmaraton.
Hon belönades år 2007 med Stora grabbars och tjejers märke nummer 493.
Sommaren 2008 avslutade hon sin elitidrottskarriär.

## Karriär
Johansson deltog vid Europamästerskapen i friidrott 2006 i Göteborg men slogs ut i försöken med tiden 9:58,37.
Vid VM 2007 i Osaka i Japan deltog hon på 3 000 meter hinder men bröt sitt försöksheat efter att ha fallit på andra kilometern.
Johansson var framgångsrik i Finnkampen, där hon under sin aktiva karriär till och med 2008 tog två segrar och en andraplacering i 3 000 meter hinder och en andra- och en tredjeplacering på 5 000 meter.

## Personliga rekord
| Utomhus - 1 500 meter – 4:23,34 (Göteborg 1 augusti 2007) - 3 000 meter – 9:02,33 (Huelva, Spanien 20 juni 2006) - 5 000 meter – 15:46,89 (Heusden-Zolder, Belgien 23 juli 2005) - 10 000 meter – 34:41,6 (Göteborg 18 september 2003) - 10 000 meter – 34:55,87 (Tönsberg, Norge 22 maj 2004) - 10 km landsväg – 35:10 (Stockholm 13 augusti 2005) - Halvmaraton – 1:15:24 (Karlstad 13 september 2003) - 2 000 meter hinder – 6:35,13 (Göteborg 14 juni 2005) - 3 000 meter hinder – 9:38,55 (Heusden-Zolder, Belgien 28 juli 2007) | Inomhus - 3 000 meter – 9:26,22 (Göteborg 10 februari 2007) |